# МиГ-29М
МиГ-29М («9-15», по кодификации НАТО: Fulcrum-E — рус. Средство достижения цели, иногда обозначается как Superfulcrum) — советский/российский многофункциональный истребитель поколения 4+, являющийся  развитием МиГ-29.

## История создания
Разработка глубокой модернизации истребителя МиГ-29 началась ОКБ имени А. И. Микояна в 1982 году. Основными отличиями машины, совершившей первый полёт в 1986 году, от серийного МиГ-29 были значительно возросшая ёмкость топливных баков, сгладившая главный недостаток машины — недостаточную дальность полёта, и новое БРЭО, позволившее значительно расширить номенклатуру вооружения.
В ходе лётных испытаний самолета 9-15 шесть его прототипов в 1986—1993 годах выполнили 1171 полёт, кроме того, в рамках программы также использовались две летающие лаборатории для испытаний РЛС Н010 и двигателей РД-33К, а также два борта для испытаний ракет воздух — воздух Р-77.
Несмотря на успешно завершённую программу испытаний и готовность завода «Сокол» к серийному производству МиГ-29М, эта машина в итоге всё же осталась опытной и в серию не пошла. Причинами этого, помимо экономического кризиса в России и отказа её ВВС от закупки новых самолётов, стали: ограничение производства Р-77 опытной серией, распродажа почти новых МиГ-29 странами бывшего СССР (Молдовой и Украиной в первую очередь), понижение интереса к экспортному варианту МиГ-29М — МиГ-33 (который существовал только на бумаге) ВВС Индии и Финляндии, которые считались потенциальными покупателями.

## Особенности
В конструкции планера МиГ-29М по сравнению с МиГ-29 отсутствуют верхние воздухозаборники, от посторонних предметов двигатели защищены решёткой. Наплыв крыла острый, размах элеронов был увеличен, электродистанционная система управления аналоговая с 4-кратным резервированием, что повышает боевую живучесть самолёта. Площадь тормозного щитка около 1 м². Тормозной парашют площадью 17 м² заменён двумя парашютами площадью 13 м² каждый, что снизило длину пробега при посадке.
В конструкции воздухозаборников двигателей, тормозного щитка, килей и крыльев применены композиционные материалы. Объём топлива по сравнению с МиГ-29 увеличился на 1500 л. Управление самолётом осуществляется без отрыва рук от ручек управления — реализована система «HOTAS». Установлена станция активных помех, имеется 120 ИК-ловушек на фюзеляже. Также был улучшен обзор из кабины. Возможна подвеска 4 управляемых ракет класса «воздух-воздух» Р-27ЭР (ранее — 2) с дальностью стрельбы 130 км.
Конструкция:
- 20 % — алюминиево-литиевый сплав «1420»
- 25 % — сталь
- 27 % — алюминий
- 3 % — титан
- 8 % — композиционные материалы

Ресурс планера — 2500 часов, ресурс двигателей 1200—1400ч.
Масса топлива +2550 л (на месте створок взд.[чего?]), общий запас +1500 л (6000 — 6250 л)

## Тактико-технические характеристики
Источники

### Технические характеристики
- Экипаж: 1 человек
- Длина: 17,32 м
- Размах крыла: 11,36 м
- Высота: 4,73 м
- Площадь крыла: 38,06 м²
- Угол стреловидности крыла: 42°
- Масса:
  - пустого: 11600 кг
  - нормальная взлётная масса: 16680 кг
  - максимальная взлетная масса: 22300 кг
- Объем топлива:
  - во внутренних баках: 5830 л
  - 100 % + 3 ПТБ: 9630 л
- Нагрузка на крыло:
  - при максимальной взлётной массе: 586 кг/м²
  - при нормальной взлётной массе: 438 кг/м²
- Двигатель: 2 × ТРДДФ РД-33К
- Тяга:
  - максимальная: 2 × 5500 кгс
  - на форсаже: 2 × 8800 кгс
  - особый режим: 2 × 9400 кгс
- Масса двигателя: 1055 кг
- Тяговооружённость:
  - при максимальной взлётной массе: до 0,84
  - при нормальной взлётной массе: до 1,13

### Лётные характеристики
- Максимальная скорость:
  - на высоте: 2500 км/ч (М=2,35)
  - у земли: 1500 км/ч (М=1,26)
- Крейсерская скорость: 850 км/ч (М=0,8)
- Практическая дальность:
  - на малой высоте: 900 км
  - на большой высоте:
    - со 100 % топлива: 2000 км
    - со 100 % + 3 ПТБ: 3200 км
- Продолжительность полёта: до 3,8 ч
- Практический потолок: 18000 м
- Скороподъемность: 19200 м/мин
- Максимальная эксплуатационная перегрузка: +9 G

### Вооружение
- Пушечное: 30 мм авиационная пушка ГШ-30-1, 150 патронов
- Боевая нагрузка: 4500 кг
- Узлов подвески вооружения: 9
- Подвесное вооружение:
  - Р-27
  - Р-77
  - Р-73
  - Х-29Т/Л
  - Х-25МЛ
  - Х-25МП
  - Х-31П
  - Х-31А
  - КАБ-500КР
  - НАР Б-13
  - НАР Б-8

### Авионика

#### Радиолокационная станция
- Дальность обнаружения:
  - воздушных целей с ЭПР = 3 м²:
    - в свободном пространстве: 80 км
    - на фоне земли в ППС: 60 км
    - на фоне земли в ЗПС: 35 км

  - надводных целей с ЭПР = 3000 м²: 120 км
- Сопровождение: до 10 целей
- Обстрел: до 4 целей
- Углы обзора по азимуту: ±70°

#### Оптико-электронные прицельные системы
- Дальность обнаружения воздушных целей:
  - в ППС: 10 км
  - в ЗПС: 30 км
- Наличие лазерного дальномера
- Работа по наземным целям

#### Аппаратура постановки помех
- Станция активных радиоэлектронных помех
- Устройство отстрела пассивных помех

## Операторы
- Алжир — не более 14 МиГ-29М/М2[4]
- Египет — 41 МиГ-29М/М2, по состоянию на 2024 год.[5][6]

## Итоги учебных боёв
В ВВС Египта проведены учебные воздушные бои между МиГ-29М и F-16, после которых принято решение о приобретении крупной партии российских боевых самолётов из-за их явного превосходства. Возможности МиГ-29М оказались значительно более широкими, причём как в дальнем, так и в ближнем бою.

## Аварии и катастрофы
- 3 ноября 2018 года в Египте потерпел крушение МиГ-29М. Пилот успел катапультироваться[8]. Причиной инцидента стала техническая неисправность[9].
- 5 декабря 2019 года в Египте потерпел крушение второй МиГ-29М. Египетский пилот успел катапультироваться[9].

## Изображения
- МиГ-29ОВТ на МАКС в 2009 и 2013 годах